# Amália solms–braunfelsi grófnő
Solms–Baunfelsi Amália (hollandul: Amalia van Solms-Braunfels; Braunfels, Német-római Birodalom, 1602. augusztus 31. – Hága, Egyesült Tartományok, 1675. szeptember 8.), Frigyes Henrik holland helytartó hitveseként orániai hercegné 1625-től, férje politikai tanácsadója házasságuk alatt, majd hitvese 1640-ben történt lerokkanását követően 1647-es haláláig de facto helyettese és az Egyesült Tartományok régense. 1650-től 1672-ig a régensi tanács elnöke volt unokájának, a későbbi III. Vilmos angol királynak kiskorúsága idején.

## Szülei
- I. János Albert solms–braunfelsi gróf és Sayn-Wittgenstein–Homburg–Vallendari Ágnes grófnő
- Apai nagyszülei: Konrád solms–braunfelsi gróf és Erzsébet nassau–dillenburgi grófnő
  - Anyai nagyszülei: I. Lajos sayn–wittgenstein–homburg–vallendari gróf és Erzsébet solms-laubachi grófnő

## Élete
A gyermekkorát is Braunfels kastélyában töltötte, s már egész korán Stuart Erzsébet pfalz-i választófejedelemné (V. Frigyes felesége) közvetlen kíséretéhez tartozhatott. 
Miután a császári erők súlyos katonai vereséget mértek V. Frigyesre, az akkor éppen várandós Erzsébet (aki addigra már Csehország királynéja lett) és udvarhölgye, Amália jobbnak látták nyugatra hajózni, ahol azonban nem találtak menedékre, mivel Frigyes legyőzője, II. Ferdinánd német-római császár megtagadta ezen kérésüket. Erzsébet így aztán kénytelen volt útközben világra hozni ötödik gyermekét, Móric herceget, 1620. december 17-én. A megpróbáltatásokkal teli szülésnél Amália volt a királyné szinte egyetlen támasza. 
Amikor Erzsébet és Amália 1621-ben Hágába érkezett Móric oránia-nassau-i herceg udvarába, ott végre menedékre leltek, az udvarhölgy pedig gyakori vendég lett az uralkodó rezidenciáján.
Ekkor történt az is, hogy 1622-ben Móric féltestvére, Frigyes Henrik teljesen belehabarodott a szép udvarhölgybe, s állítólag felajánlotta neki, hogy legyenek szeretők, ám Amália ezt határozottan visszautasította, s mindenképpen ragaszkodott a házassághoz.  
Halála előtt Nassau-i Móric megeskette féltestvérét, az akkor már 41 éves Frigyes Henriket, hogy rövid időn belül megnősül, ami meg is történt, s 1625. április 4-én feleségül vette a 22 esztendős Amáliát, akiből így Oránia következő hercegnéje, s egyben a helytartó hitvese is lett.
Frigyükből kilenc gyermek született:
- Vilmos (1626. május 27 – 1650. november 6.), a későbbi II. Vilmos orániai herceg, aki 1641. május 2-án, Londonban nőül vette Stuárt Mária angol királyi hercegnőt, I. Károly angol király leányát. A házasságból egy gyermek született, a későbbi III. Vilmos angol király 1650. november 14-én.
- Lujza Henriett (1627. december 7 – 1667. június 18.), aki 1646. december 7-én, Hágában nőül ment Frigyes Vilmos brandenburgi választófejedelemhez. A frigyből hat gyermek származott, Vilmos Henrik, Károly, Frigyes, Amália, Henrik és Lajos.

- Henriett Amália (született és meghalt 1628-ban)
- Erzsébet (született és meghalt 1630-ban)
- Izabella Sarolta (1632-1642)
- Albertina Ágnes (1634. április 9 - 1696. május 26.), aki 1652. május 2-án, Kléve városában feleségül ment másod-unokatestvéréhez, Vilmos Frigyeshez, Nassau-Dietz hercegéhez. Házasságukból három gyermek született, Amália, Henrik Kazimír és Vilhelmina Zsófia Hedvig.
- Henriett Katalin (1637. február 10 - 1708. november 3.), aki 1659. szeptember 9-én, Groningen városában hozzáment II. János Györgyhöz, Anhalt-Dessau hercegéhez, akinek házasságuk 34 éve alatt tíz gyermeket (Amália Ludovika, Henrietta Amália, Frigyes Kazimír, Erzsébet Albertina, Henrietta Amália, Lujza Zsófia, Mária Eleonóra, Henrietta Ágnes, Lipót és Johanna Sarolta) szült.
- Henrik Lajos (született és meghalt 1639-ben)
- Mária (1642. szeptember 5. - 1688. március 20.), aki 1666-ban Lajos Henrik (Simmern-Kaiserslautern grófja) felesége lett, ám a frigyből sajnos nem származott gyermek.

Amália és férje igen mozgalmas udvari életet éltek, főleg az építészet és a műtárgyak érdekelték őket. Számos palota felépítése fűződik nevükhöz, többek között a Huis ten Bosch is. Az asszonyt környezete intelligens, ambiciózus, ugyanakkor igen arrogáns emberként ismerte. Külsejét tekintve nem volt egy klasszikus szépség, kinézete mégis mindig üde, vonzó volt és kellemes.
Hatalmas csapásként érte, hogy kilenc gyermeke közül csak öt érte el a felnőttkort, ráadásul 1650. november 6-án elvesztette elsőszülött gyermekét, Vilmost is, aki csupán 24 évet élt, s aki nyolc nappal fia születése előtt hunyt el. Halála előtt Vilmos szóban úgy rendelkezett, hogy kiskorú gyermekének özvegye, Mária legyen a gyámja, ám a férfi meghalt, mielőtt ezt írásba foglalhatta volna, így hát Amália úgy gondolta, ő alkalmasabb régens lenne unokája nevében, mint a menye.
A két asszony ráadásul abban sem értett egyet, hogy mi legyen a csecsemő neve. Mária a Károly nevet szánta fiának, mivel az asszony édesapját és bátyját is így hívták. Amália azonban ragaszkodott a Vilmos névhez, s végül az ő akarata győzött.
A hercegné házasságközvetítőként is sikereket könyvelhetett el, ugyanis az ő közreműködésével vette feleségül elsőszülött fia, Vilmos az angol király, I. Károly leányát, Stuárt Mária hercegnőt. Azon kívül lányait is sikerült előnyösen férjhez adnia, különböző német előkelőségekhez. Politikai kérdésekben okos tanácsokkal látta el férjét is, miután a herceg 1640-ben megbetegedett, s helyette is ő fogadta az udvarukba érkező külföldi diplomatákat és követeket. Csak kevesen tudják, hogy Amália is nagy részt vállalt az 1648-as vesztfáliai béke megkötésében. (A szerződésben IV. Fülöp spanyol király 1649-ben elismerte Oránia fennhatóságát a Turnhout környéki területek fölött.)
Fia, Vilmos halála után ő lett unokája, III. Vilmos herceg legfőbb támasza és tanácsadója annak nagykorúvá válásáig.
A hercegné 1647. március 14-én, 21 évnyi házasság után, 44 éves korában megözvegyült, s többé már nem is ment férjhez.
Amália 1675. szeptember 8-án, 73 évesen távozott az élők sorából, Hágában.